# Thismia mirabilis
Thismia mirabilis är en enhjärtbladig växtart som beskrevs av Kai Larsen. Thismia mirabilis ingår i släktet Thismia och familjen Burmanniaceae. Inga underarter finns listade i Catalogue of Life.